# Дзермант, Алексей Валерьевич
Алексей Валерьевич Дзермант, иногда публикуется как Дерман, также — Дермант и Дзерманис (бел. Аляксей Валер'евіч Дзермант (Дзерман, Дзерманіс); род. 4 июня 1979, Талгар, Алматинская область, Казахская ССР, СССР) — белорусский философ, публицист и политический обозреватель. В негосударственных СМИ характеризуется как провластный политолог. До начала 2010-х годов являлся активистом неоязыческого движения, в настоящее время — сторонник евразийства.

## Биография
В 2001 году окончил Академию управления при президенте Республики Беларусь, в 2006 году — аспирантуру Института философии Национальной академии наук Беларуси. В 2008—2009 годах преподавал в Европейском гуманитарном университете, в 2007 году начал работать научным сотрудником в Институте философии НАНБ.
В начале 2000-х годов Дерман (позднее — Дзермант) активно участвовал в деятельности белорусского неоязычества. Вместе с Тодором Кашкуревичем издавал журнал «Druvis». Дзермант издавал альманах «Сiвер», являлся одним из основателей неоязыческой ультраправой организации «Гега Рух», которую сравнивали с Аненербе («Гега Рух» называл своей идейной предшественницей Белорусскую национал-социалистическую партию 1930-х годов, ориентировавшуюся на НСДАП). Также Дзермант был активным деятелем центра этнокосмологии KRYUJA (бел. Крыўя). Отстаивал балтскую природу белорусов и широко использовал название Кривия для обозначения Белоруссии. В частности, в 2002 году заявил, что белорусы (кривичи) — славяноязычные балты и третий балтский народ. Занимал критическую позицию по отношению к евразийскому выбору для Беларуси, заявив об этом в дискуссии журнала «Палітычная Сфера» в 2007 году («Ясно, что Беларусь — страна европейская, не евразийская»); тогда же предложил для республики две парадигмы самоопределения — через центрально/восточноевропейскую и балтийскую (прибалтийско-скандинавскую) ориентацию. В 2010 году в интервью Вячеславу Ракицкому Дзермант заявил, что белорусам «следует избавляться от славянофильских и советских взглядов на историю и собственное происхождение», а также предположил, что балтская ориентация предостерегла бы от дискредитировавшего себя панславизма. В 2012 году, участвуя в круглом столе «Распад России: угрозы и стратегии региональной безопасности», назвал Евразийский союз «скорее экономической предвыборной декларацией», не имеющей перспектив реального наполнения. В этот период Дзермант заявлял о принадлежности к европейской ультраправой антихристианской языческой организации Heathen Front.
В 2010-е годы его взгляды претерпели эволюцию: по выражению философа Владимира Мацкевича, Дзермант стал перебежчиком «в пророссийский лагерь из маргинальной группы балтских язычников» и «перевёртышем». После изменения взглядов Дзермант неоднократно высказывался за интеграцию Беларуси и России.
В 2013 году горячо поддержал строительство Белорусской АЭС и назвал Островец, возле которого началось её возведение, перспективным региональным центром.
В 2016 году Дзермант встречался в Минске с лидерами итальянской неофашистской партии «Новая сила» и праворадикальной Британской национальной партии Роберто Фиоре и Ником Гриффином.
В 2018 году призвал очистить Академию наук от националистов, поддерживающих празднование 100-летия образования БНР.
Летом 2020 года заявил, что единовременное ухудшение качества питьевой воды в Минске могло быть диверсией и заявил о необходимости «вводить чрезвычайное положение, отменять выборы и заняться масштабной чисткой пятой колонны». В июне-августе 2020 года на фоне обострения белорусско-российских отношений занял осторожную позицию, но через несколько дней после выборов заявил о необходимости отказаться от многовекторной внешней политики и полностью переориентироваться на Россию.
В феврале 2021 года высказался за запрет бело-красно-белого флага.

## Общественная деятельность
Является главным редактором интернет-портала imhoclub.by, членом Научно-экспертного совета при Председателе Коллегии Евразийской экономической комиссии, экспертом белорусского пропрезидентского Республиканского общественного объединения «Белая Русь», Российского-белорусского экспертного клуба, проекта «Цитадель». В 2020 году возглавил Центр изучения и развития континентальной интеграции «Северная Евразия». Вместе с Петром Петровским и Александром Шпаковским участвовал в работе финансируемого Администрацией президента России (по информации политолога Сергея Богдана и философа Владимира Мацкевича) проекта «Сонар 2050». Член Совета при Президенте РФ по межнациональным отношениям Богдан Безпалько заявил, что Дзермант «лавирует между струйками, осваивая белорусское и российское бюджетное финансирование», и обвинял его в популяризации сепаратизма в России.
Один из инициаторов создания сообщества белорусских и российских журналистов «Друзья-Сябры». Член Клуба друзей российского Фонда Горчакова. Автор книги «Беларусь — Евразия. Пограничье России и Европы».

## Оценки деятельности
Ряд источников отмечают принципиальную провластную и конформистскую позицию Дзерманта. Некоторые из них дают ему негативную характеристику, как пропагандисту.
В 2017 году «Еврорадио» охарактеризовало Дзерманта как «ярого защитника „русского мира“», «Наша нива» — как «пророссийского блогера», журналист российской «Новой газеты» Илья Азар охарактеризовал Дзерманта как «едва ли не единственного публичного человека в Минске с пророссийскими взглядами». А информационное агентство Regnum отмечало скандальный имидж Дзерманта.
Аналитический центр ISANS упомянул Алексея Дзерманта и Александра Шпаковского в качестве активных деятелей пророссийских организаций в Беларуси. Согласно взломанной хакерами переписке публициста Александра Усовского, Дзермант получал финансирование в России. По утверждению одного из авторов imhoclub.by Петра Петровского, переписка была сфальсифицирована в рамках кампании дискредитации, организованной украинскими спецслужбами за отказ менять редакционную политику портала imhoclub.by.
Историк Алексей Браточкин охарактеризовал теоретические публицистические статьи Дзерманта и его единомышленника Александра Шпаковского как «адскую смесь из метафор, амбиций и лозунгов, имеющих мало отношения к социальной действительности», и подчеркнул отсутствие конкретики в использованной Дзермантом терминологии. Историк Игорь Марзалюк обвинил Дзерманта неоязыческого периода в национальном ренегатстве.

## Награды
- Специальный приз за поиск ценностных оснований евразийской интеграции в книге от Евразийского банка развития.
- «Золотой Зубр» от российского-белорусского сообщества журналистов и экспертов «Друзья-Сябры»[значимость факта?].
- Благодарность и почётная грамота Министерства информации Республики Беларусь[44].
- Почётная грамота Национальной академии наук Беларуси за активную пропаганду в СМИ идей межнационального и межконфессионального единства, укрепления белорусской государственности[источник не указан 1353 дня].
- Благодарность Президента Республики Беларусь за значительный вклад в реализацию государственной политики, направленной на защиту суверенитета, обеспечение стабильности и безопасности Республики Беларусь, консолидацию белорусского общества[источник не указан 1353 дня].

## Фамилия
Фамилия происходит от древнебалтского двухасновного имени типа Der-man(t)'as, состоящего из основ Der- и Man(t)-. Первая из них связана с лит. derėti «годиться, подходить», derinti «согласовывать, сочетать», вторая — с manyti «думать», išmanus «разумный, толковый», mantus «сообразительный».